# جون بويد (ضابط)
جون بويد (بالإنجليزية: John Boyd)‏ هو ضابط أمريكي، ولد في 23 يناير 1927 في إيري في الولايات المتحدة، وتوفي في 9 مارس 1997 في ويست بالم بيتش في الولايات المتحدة بسبب سرطان.